# Родничок
Родничо́к — ботанічний заказник місцевого значення, об'єкт природно-заповідного фонду Харківської області. 
Розташований біля села Чорнолозка Берестинського району. Загальна площа — 15,3 га. 
Заказник утворений рішенням Харківської обласної ради від 30 жовтня 2001 року. 
Відповідальні за охорону — Сахновщинське дочірнє водопровідно-каналізаційне підприємство — 11,3 га, ПСП «Дружба» — 4,0 га.

## Опис
Заказник розташований біля південної околиці села Чорнолозка на лівому березі річки Багата. 
Об'єкт збереження — ділянка водозбору річки Багата зі слабко засоленими луками в заплаві її лівого берега та залишки справжніх степів. На території заказника представлені гарно збережені рослинні угруповання та рідкісні види рослин. На березі річки численні виходи підґрунтових вод місцями викликають зсуви ґрунту, де утворюються «висячі» болота.
Тип ґрунтів — чорноземи лучні.
Розподіл площі земель заказника за їх категоріями:
- сіножаті — 11,3 га;
- пасовища — 4,0 га.

### Флора
Серед рослин, що зростають у заказнику, є рідкісні та зникаючі види, які занесені до Червоної книги України — ковила волосиста, та Червоного списку Харківської області: кермечник татарський, кермек широколистий (Limonium platyphyllum). 
Види цінних лікарських рослин: алтея лікарська, буркун лікарський, верба біла, деревій майже звичайний (Achillea submillefolium), звіробій звичайний, кульбаба лікарська, льонок звичайний, м'ята водяна, підбіл звичайний (мати-й-мачуха), парило звичайне, пижмо звичайне, подорожник великий, полин гіркий, суниці зелені, чорнокорінь лікарський, щавель кінський, щавель кучерявий. 
Рідкісне рослинне угруповання заказника, що занесене до Зеленої книги України — формація кермеку широколистого.

### Фауна
До ентомологічної фауни заказника належать рідкісні види комах, що занесені до Червоної книги України:
стафілін волохатий (Emus hirtus) та махаон. 
У заказнику мешкають види комах, які були у Червоній книзі України, але вилучені з неї у 2009 році, бо їх популяції були відновлені до безпечного рівня: сколія степова (Scolia hirta), рофітоїдес сірий (Rhophitoides canus). 
До рідкісних видів комах заказника, що занесені до Червоного списку тварин Харківської області, належать коник сірий (Decticus verrucivorus), вусач-коренеїд кавказький (Pedestredorcadion cinerarium caucasicum), бджола-номія різнонога (Nomia diversipes), джміль кам'яний, жовтянка шафранна (Colias croceus), синявець конюшиновий (синявець красивий) (Polyommatus bellargus).

## Заповідний режим
Мета створення заказника:
- збереження в природному стані та відтворення типової ділянки заплави річки Багата та степових схилів;
- підтримка загального екологічного балансу та забезпечення фонового моніторингу навколишнього природного середовища.

На території забороняється:
- проведення будь-якої господарської діяльності, яка може завдати шкоди заповідному об'єкту та порушити екологічну рівновагу;
- самочинна зміна меж та зміна охоронного режиму;
- будь-яке порушення ґрунтового покриву, видобування корисних копалин, будівництво, геологорозвідування, розорювання земель;
- меліоративні та будь-які інші роботи, що можуть привести до зміни гідрологічного режиму території заказника;
- знищення та пошкодження дерев, чагарників, трав'янистої рослинності;
- знищення та зміна видового складу рослинності;
- заготівля лікарських рослин та технічної сировини;
- збір рідкісних та занесених до Червоної книги України видів рослин, їх квітів і плодів;
- використання хімічних речовин для боротьби зі шкідниками та хворобами рослин;
- зберігання на території заказника (та в двокілометровій зоні навкруги) всіх видів пестицидів та агрохімікатів;
- внесення в ґрунт мінеральних добрив;
- знищення та відлов всіх видів тварин, розорення гнізд, нір, інших видів сховищ та жител;
- порушення режиму прибережної смуги;
- будь-яке засмічення та забруднення території заказника та його водного об'єкта;
- організація місць відпочинку, розведення вогнищ;
- відвідування території заказника в період розмноження тварин і вигодівлі молоді (з травня до липня);
- прохід та проїзд автотранспорту через територію заказника поза межами доріг, стежок;
- надання земельних ділянок під забудову;
- інші види робіт, що можуть привести до порушення природних зв'язків та природних процесів, втрати наукової, господарської, естетичної цінності природного комплексу заказника.

Дозволяється на території заказника:
- систематичні спостереження за станом природного комплексу;
- проведення комплексних досліджень;
- проведення екологічної освітньо-виховної роботи.

Всі види природокористування на території заказника здійснюються за дозволами Державного управління екології та природних ресурсів в Харківській області.

## Дотримання охоронного режиму
Екологічна група «Печеніги» провела у 2012 році рейди з метою перевірки охоронного режиму в об'єктах природно-заповідного фонду (ПЗФ) Харківської області. Громадські активісти відмітили позитивні зміни, які відбулись у ботанічному заказнику «Родничок» протягом 5 років, що пройшли після попередньої кампанії з моніторингу об'єктів ПЗФ Харківщини у 2007 році.